# بليحاء مشرقية
البليحاء المشرقية (باللاتينية: Reseda orientalis) نوع نباتي من جنس البليحاء.

## الموئل والانتشار
موطنها بلاد الشام ووادي النيل والمغرب العربي وتركيا واليونان وقبرص.

## الوصف النباتي
نبات عشبي.